# Håkan Larsson
Håkan Larsson, né le 11 juin 1974, à Gällivare, en Suède, est un ancien joueur suédois de basket-ball. Il évolue durant sa carrière au poste de meneur.

## Palmarès
- Champion de Suède 1997, 1999, 2004, 2006, 2007
- Polar Cup 2000